# Elecciones generales de Japón de 1969
Las elecciones generales se celebraron en Japón el 27 de diciembre de 1969. El resultado fue una victoria para el Partido Liberal Democrático que ganó 288 de los 486 escaños.

## Resultados
| Partido                   | Partido                        | Votos      | %      | Escaños | +/-   |
| ------------------------- | ------------------------------ | ---------- | ------ | ------- | ----- |
|                           | Partido Liberal Democrático    | 22,381,570 | 47.63  | 288     | +11   |
|                           | Partido Socialista de Japón    | 10,074,101 | 21.44  | 90      | -50   |
|                           | Komeitō                        | 5,124,666  | 10.91  | 47      | +22   |
|                           | Partido Socialista Democrático | 3,636,591  | 7.74   | 31      | +1    |
|                           | Partido Comunista de Japón     | 3,199,032  | 6.81   | 14      | +9    |
|                           | Otros partidos                 | 81,373     | 0.17   | 0       | 0     |
|                           | Independientes                 | 2,492,560  | 5.30   | 16      | +7    |
|                           |                                |            |        |         |       |
| Votos válidos             | Votos válidos                  | 46,989,893 | 99.03  |         |       |
| Votos nulos/en blanco     | Votos nulos/en blanco          | 459,816    | 0.97   |         |       |
| Total                     | Total                          | 47,442,400 | 100.00 | 486     | 0     |
| Registrados/Participación | Registrados/Participación      | 69,260,424 | 68.51  | -5.48   | -5.48 |

## Resultados individuales
Ichiro Ozawa ganó un escaño en la Cámara de Representantes por primera vez en esta elección, siendo el legislador elegido más joven en historia en aquel momento con 27 años. Quien a la postre sería una figura política importante en el LDP y otros partidos.
El futuro Primer ministro Tsutomu Hata también ganó un escaño por primera vez sucediendo en el cargo a su padre muerto tiempo atrás. También el futuro Primer ministro Junichiro Koizumi intento ganar el escaño de su padre en la elección, pero perdió.